# Montpellier Hérault Rugby
Montpellier Hérault Rugby (wym. [mɔ̃pəlje eʁo ʁygbi], MHR) – francuski klub rugby union z siedzibą w Montpellier. Uczestniczy w lidze Top 14. Swoje mecze rozgrywa na Stade Yves-du-Manoir. Największym sukcesem zespołu jest mistrzostwo Francji zdobyte w 2022.

## Historia

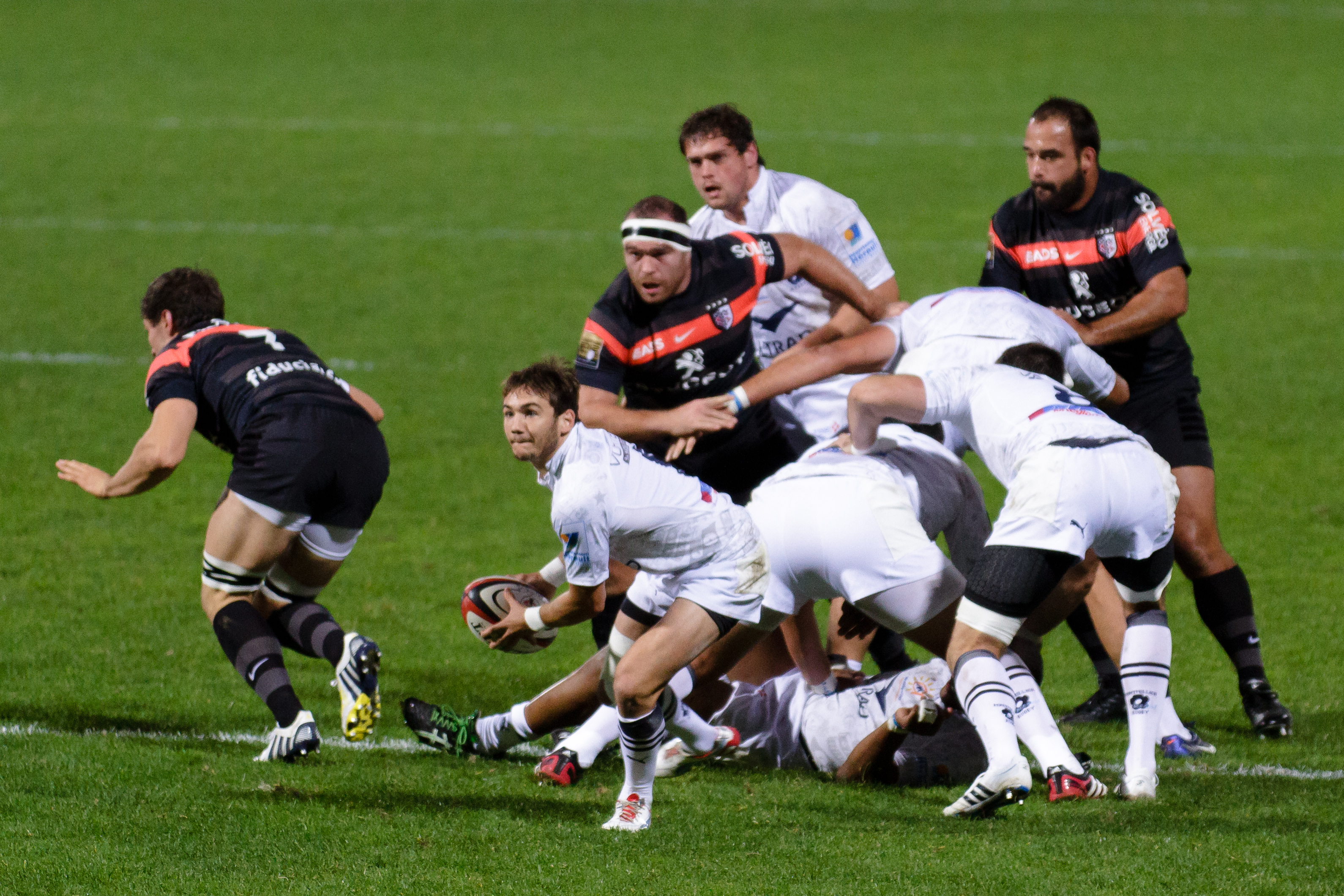
Mecz pomiędzy Stade Toulousain i Montpellier (2012)

Choć rugby w Montpellier pojawiło się ponad 90 lat wcześniej, historia MHR sięga zaledwie 1986 roku. Wówczas to pod presją władz miejskich, dwa działające dotąd kluby, Stade montpelliérain oraz Montpellier Université Club, połączyły się tworząc Montpellier rugby club. 
Po niestabilnych latach 90. (m.in. karne degradacje), w 2003 roku zespół wygrał drugą ligę i awansował do elity. Wtedy też przyjął nazwę Montpellier Hérault rugby club, logo z kwiatem czystka oraz nowe niebiesko-białe stroje. Rok później drużyna zdobyła European Shield (Tarczę Europejską), trofeum dla zespołów, które odpadły w pierwszej fazie Europejskiego Pucharu Challenge. W finale pokonała włoski zespół z Viadany.
W 2007 roku klub doczekał się pierwszego reprezentanta Francji, którym został Fulgence Ouedraogo. Wówczas też drużyna przeniosła się na wybudowany z okazji Puchar Świata nowoczesny Stade Yves-du-Manoir.
Przed sezonem 2009/2010 po raz kolejny zmianie uległa nazwa zespołu. Odrzucono człon „Club”, pozostawiając jedynie Montpellier Hérault rugby. Prezes Thierry Pére argumentował wówczas, iż dzięki temu uda się uniknąć pomyłek z piłkarską drużyną Montpellier Hérault Sport Club (MHSC, wobec dotychczasowego skrótu MHRC).
Montpellier w 2011 roku po raz pierwszy w swojej historii dotarło do finału rozgrywek, w którym na Stade de France uległo Tuluzie. Dzięki temu osiągnięciu awansowało, również po raz pierwszy, do Pucharu Heinekena. W 2022 pierwszy raz sięgnęło po tytuł mistrzów Francji.

## Trofea
- Mistrzostwo Francji
  - zwycięzcy (1): 2022
  - finaliści (2): 2011, 2018
- Pro D2
  - zwycięzcy (1): 2003
- European Rugby Challenge Cup:
  - zwycięzcy (2): 2016, 2021
- European Shield
  - zwycięzcy (1): 2004
- Challenge de l'Espérance
  - zwycięzcy (1): 1993